# Natan Węgrzycki-Szymczyk
Natan Węgrzycki-Szymczyk [ˈnatan vɛŋˈɡʒɨt͡ski ˈʃɨmʈ͡ʂɨk] (* 5. Januar 1995 in Krakau) ist ein polnischer Ruderer.

## Werdegang
Natan Węgrzycki-Szymczyk wuchs in seiner Heimatstadt Krakau auf und absolvierte seine Matura am dortigen allgemeinbildenden Lyzeum. 2014 bis 2018 studierte er Soziologie an der Universität Berkeley und 2018 bis 2019 Betriebswirtschaft an der Universität Cambridge.
Węgrzycki-Szymczyk begann erst im Alter von 16 Jahren mit dem Rudern. 2013 gewann er bei den Juniorenweltmeisterschaften in Trakai im Einer die Goldmedaille und wurde in der Folge zweimal zum Sportler des Jahres in Polen in seiner jeweiligen Altersklasse gekürt. 2015 gewann er die Bronzemedaille bei den U23-Weltmeisterschaften.  Bei den Olympischen Sommerspielen 2016 in Rio de Janeiro erreichte er in dieser Disziplin lediglich den siebten Platz. 2020 gewann er bei den Europameisterschaften in Posen schließlich die Silbermedaille. Bei den europäischen Titelkämpfen 2021 in Varese gewann er die Bronzemedaille.
Während seines Studiums in Berkeley, das er mit einem Bachelor abschloss, war Węgrzycki-Szymczyk aktives Mitglied der erfolgreichen Golden Bears. Während seines Studiums in Cambridge, das er wiederum mit einem Master abschloss, gewann er 2019 als Schlagmann des Achters seiner Alma Mater das renommierte Boat Race.
Węgrzycki-Szymczyk wird vom akademischen Ruderverein der Sporthochschule Warschau unterstützt. Er spricht neben seiner Muttersprache Polnisch auch fließend Deutsch, Englisch und Ungarisch.